# Arsenico e vecchi confetti
Arsenico e vecchi confetti (Married Life) è un film del 2007 diretto da Ira Sachs.
Sceneggiato dallo stesso Sachs assieme a Oren Moverman, il film si basa sul romanzo del 1953 Five Roundabouts to Heaven di John Bingham. Il romanzo aveva già fatto da base per l'episodio The Tender Poisoner della serie televisiva Alfred Hitchcock presenta, andato in onda nel 1962.

## Trama
1949. L'uomo d'affari di mezza età Harry Allen, sposato con Pat, ha una relazione extraconiugale con la giovane e sensuale vedova di guerra Kay Nesbitt. Da tempo prigioniero in un matrimonio freddo, Harry si sente ringiovanito dal nuovo amore e medita di lasciare la moglie per sposare al più presto Kay. Il migliore amico di Harry, Richard Langley, su ordine di Harry, visita Kay al fine di alleviare la sua solitudine ma rimane ben presto attratto dalla giovane donna; inoltre Richard scopre che anche Pat ha una relazione extraconiugale, con John O'Brien.
Sentendosi sempre più attratto da Kay, Richard esorta Harry a rimanere con Pat ma Harry è fermamente intento a sposare Kay pur non volendo umiliare pubblicamente la moglie con un divorzio; pensa invece di avvelenarla, somministrandole quotidianamente dosi di veleno attraverso un digestivo.
Una sera, Harry va da Kay, ma questa lo lascia; Harry si allontana da casa ma vi rientra per chiedere a Kay di eliminare tutte le lettere che si sono scambiati, scopre però che lei si è innamorata di Richard, l'uomo che vive al piano superiore della villa. Harry decide di tornare a casa per salvare Pat evitandole di prendere la dose di veleno; quando arriva trova la moglie immobile a letto, pensando che abbia assunto il veleno, Harry apre la finestra vedendo in cortile John O'Brien che sta allontanandosi e capisce l'infedeltà della moglie.
Harry decide di far finta di niente, alleviando così il suo senso di colpa per aver tradito la moglie e così la coppia si ricompone, mentre qualche mese dopo Richard sposa Kay.

## Produzione
Il film è stato girato interamente in Canada; le riprese esterne sono state effettuate nei pressi di Vancouver, mentre gli interni sono stati girati ai First Avenue Studio di Burnaby.

## Distribuzione
Il film è stato presentato in anteprima al Toronto International Film Festival e successivamente è stato presentato in altri festival cinematografici internazionali, prima di essere distribuito limitatamente nelle sale statunitensi il 7 marzo 2008.
In Italia il film è stato distribuito direttamente per il mercato home video.